# Divci (miasto Valjevo)
Divci (cyr. Дивци) – wieś w Serbii, w okręgu kolubarskim, w mieście Valjevo. W 2011 roku liczyła 640 mieszkańców.